# Liz McManus

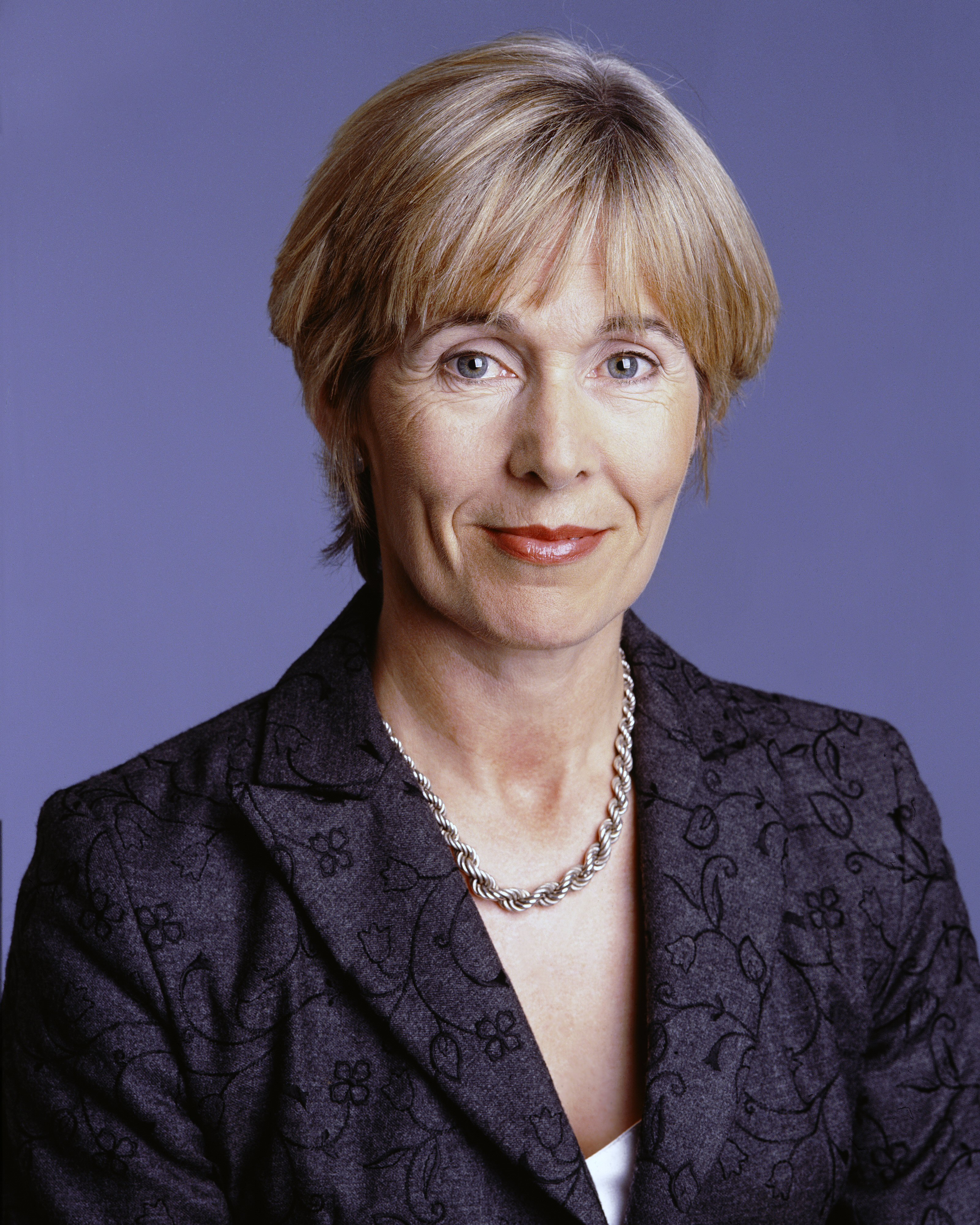
Liz McManus (um 2002)

Elizabeth „Liz“ McManus (* 23. März 1947 in Montreal, Québec, Kanada) ist eine irische Politikerin und Schriftstellerin. Sie war von 2002 bis 2007 stellvertretende Vorsitzende der irischen Labour Party. In der Zeit von 1992 bis 2011 war sie Abgeordnete (Teachta Dála) im Dáil Éireann, dem Unterhaus des Oireachtas.

## Leben
Liz McManus studierte am University College Dublin Architektur und traf dort auf ihren Studienkollegen Ruairi Quinn. Zunächst war sie politisch für die Workers’ Party aktiv. 1978 half McManus, ein Frauenhaus in Bray zu errichten. 1979 versuchte sie, in die Kommunalpolitik des Bray Urban District Councils einzutreten. 1985 wurde sie dann in den Wicklow County Council gewählt.
Bei den Wahlen zum Dáil Éireann 1992 wurde McManus für die Democratic Left im Wahlkreis Wicklow gewählt. In der Koalitionsregierung, die die Democratic Left von 1994 bis 1997 zusammen mit der Labour Party und der Fine Gael bildete, war McManus Staatsministerin im Umweltministerin mit dem Aufgabenbereich des Wohnungswesens und Stadterneuerung. Sie wurde am 20. Dezember 1994 ernannt.
Nachdem die sogenannte Regenbogenkoalition 1997 abgewählt wurde, vereinigte sich die Democratic Left 1999 mit der Labour Party. Liz McManus verlor mit dem 26. Juni 1997 ihren Staatsministerposten.
Pat Rabbitte wurde von den Mitgliedern der Labour Party in einer Urabstimmung zum Parteiführer gewählt. Liz McManus wurde zur Stellvertreterin gewählt. Beide traten bei dem schlechten Abschneiden der Partei 2007 zurück. Nachfolgerin von Liz McManus in diesem Amt wurde Joan Burton.
2011 trat sie nicht mehr zu den Wahlen zum Dáil Éireann an.

## Privates
Liz McManus war von 1980 an mit John McManus verheiratet. Aus der Ehe gingen vier Kinder hervor. 2006 trennten sie sich und 2011 ließen sich beide scheiden.

## Werke von Liz McManus
- Liz McManus, Acts of Subversion, Swords, C. Dublin Poolbeg Press 1991, ISBN 1-85371-124-1
- Liz McManus, A shadow in the yard, Dublin, Ward River Press, 2015, ISBN 978-1-78199-936-3
- Liz McManus, When Things Come To Light, Dublin, Arlen House, 2023, ISBN 978-1-85132-290-9